# 赵家屯街道
赵家屯街道，是中华人民共和国辽宁省葫芦岛市南票区下辖的一个乡镇级行政单位。

## 行政区划
赵家屯街道下辖以下地区：
铁东社区、铁西社区和铁北社区。